# اسید ورنولیک
اسید ورنولیک (به انگلیسی: Vernolic acid) یک اسید چرب است.
شکل ظاهری این ترکیب، روغن بی‌رنگ است.